# Korzo, Rijeka
Korzo är en gågata i centrala Rijeka i Kroatien. Den är Rijekas främsta shoppinggata och längs med Korzo ligger flera gallerior, affärer, butiker och kaféer. Vid gatan ligger också flera av stadens tongivande byggnader, däribland Stadstornet som genom en passage leder till Gamla stan och Ivan Koblers torg. Gatans kroatiska namn härrör från italienskans Corso med betydelsen "huvudgata". 

## Beskrivning
Gatan börjar vid Adriatiska torget (Jadranski trg) och går sedan i sydöstligt riktning där det möter Falkborgens gata (Sokol-Kula ulica).   

## Historik
Anläggandet av gatan påbörjades år 1780 sedan de gamla stadsmurarna som tidigare omslöt Gamla stan på befallning av den österrikiske kejsaren Josef II rivits och vallgraven framför dem fyllts igen. Marken där den framtida gatan anlades hade fram till dess varit en grusstrand med träkajer och några få bodar. Det var dock först i början av 1900-talet och uppförandet av representativa byggnader med stildrag från bland annat nyklassicismen, secessionen och modernismen som gatan började inta det utseende som den har idag.